# Mesut Hastürk
Mesut Hastürk (* 1. April 1966 in Nevşehir) ist ein türkischer Lyriker sowie Theater- und Drehbuchautor.

## Leben
Hastürk studierte an der Universität Ankara Kommunikationswissenschaft. Er schrieb für verschiedene Zeitschriften, darunter die Literaturzeitschrift Edebiyat Dostlari.
1990 ging er nach Istanbul und arbeitete dort für drei Jahre als Redakteur und Herausgeber. 1992 erschien sein erster Gedichtband mit dem Titel Şehri Göğe Astılar (deutsch = „Sie haben die Stadt an den Himmel aufgehängt“). Mit vielen Künstlern unterzeichnete er das Manifest für Die Künstlerbewegung. Diese Künstlerbewegung löste eine Diskussion auf Landesebene aus und veröffentlichte gemeinsam 1994 den Gedichtband Kunduz Düşleri (deutsch = „Bibers Träume“). Ende 1993 übersiedelte er nach Deutschland. Hastürk schrieb und inszenierte dort ein Theaterstück mit dem Titel Fremde Pflanzen, das 1996 an der Universität Hamburg uraufgeführt wurde.
Er schreibt Artikel sowie Geschichten und Gedichte. Im April 2005 veröffentlichte er seinen zweiten Lyrikband Nar’aşk. 2009 schrieb er Drehbücher für die Fernsehserie Manyak Dükkan (Im Show TV). Die Serie wurde in Berlin-Kreuzberg mit Schauspielern aus dem türkischen Emigrantenmilieu gedreht.
Hastürk arbeitet als Journalist und Redakteur und lebt seit dem Jahr 2000 in Berlin.